# 제일고등학교
제일고등학교(第一高等學校)는 대한민국 인천광역시 부평구 십정동에 있는 사립 고등학교이다.

## 학교 연혁
- 1977년 3월 1일 : 학교법인 우림교육재단 설립, 재단 이사장 우림 김계홍
- 1977년 3월 1일 : 학교 개교
- 1987년 11월 13일 : 제1대 김성수 교장 취임
- 1992년 12월 31일 : 우림관 3층 준공(연면적 1,235m2)
- 2000년 10월 1일 : 교내 구내식당 준공
- 2003년 11월 30일 : 우림관 다목적교실(전용독서실 및 대강당) 증축
- 2004년 2월 28일 : 전문계고등학교 폐교
- 2004년 3월 1일 : 제일고등학교 개교
- 2005년 5월 9일 : 우림관 개축 및 창의원․우림원 준공
- 2009년 7월 28일 : 제일고등학교 도서관 준공
- 2009년 10월 5일 : 제일고등학교 영어전용교실 준공
- 2010년 7월 30일 : 과학기술부지정 인천광역시교육청 연구시범학교 사교육 없는 학교 선정
- 2024년 1월 4일 : 제45회 졸업생 167명 졸업(연인원 15,359명)
- 2024년 3월 1일 : 제11대 한문수 교장 취임
- 2024년 3월 4일 : 신입생 148명 입학

## 참고 자료
- 제일고등학교 - 한국교육학술정보원 학교알리미